# Майкл Вільямс (боксер)
Майкл Ентоні Вільямс (англ. Michael Anthony Williams; нар. 16 червня 1962, Бруссард, Луїзіана, США) — американський професійний боксер, актор.

## Боксерська кар'єра
Майкл Вільямс дебютував на професійному рингу 1984 року і протягом 1984—1986 років здобув дев'ять перемог у важкій вазі над маловідомими суперниками. Незважаючи на невисокого рівня опозицію, за підсумками 1986 року журнал Ринг визнав Вільямса проспектом року. Втім, вже 14 жовтня 1987 року перший по-справжньому серйозний суперник Тім Візерспун завдав Вільямсу першої поразки, а 27 червня 1988 року Джеймс Дуглас остаточно перекреслив перспективи Вільямса, нокаутувавши його в сьомому раунді.

## Акторська кар'єра
1990 року у фільмі «Роккі 5» Майкл Вільямс зіграв епізодичну роль суперника по рингу головного героя фільму Томмі Ганна. Пізніше Вільямс з'являвся у другорядних ролях інших фільмів та брав участь в телешоу.